# 6181 Bobweber
6181 Bobweber eller 1989 RW är en asteroid i huvudbältet som upptäcktes 6 september 1989 av den amerikanske astronomen Eleanor F. Helin vid Palomar-observatoriet. Den är uppkallad efter den amerikanske astronomen Robert Weber.
Asteroiden har en diameter på ungefär 4 kilometer.